# Stanisław Jasiński (jeździec)
Stanisław Jasiński (ur. 13 listopada 1959 w Czerwinie) – polski jeździec, olimpijczyk z Moskwy 1980.
Zawodnik specjalizujący się w WKKW. Jako junior wywalczył w roku 1974 tytuł mistrza Polski w ujeżdżeniu (na koniu Oda). W roku 1975 zdobył tytuł mistrza Polski juniorów w skokach przez przeszkody (na koniu Kajtek). W roku 1977 na koniu Epigraf zdobył tytuł mistrza Polski juniorów oraz wywalczył brązowy medal w drużynie na mistrzostwach Europy Juniorów (partnerami byli: Jacek Daniluk, Jacek Bobik, Adam Prokulewicz).
Uczestnik mistrzostw Europy w roku 1979 w WKKW podczas których zajął 29. miejsce indywidualnie i 6. miejsce w drużynie.
W roku 1993 (na koniu Majdan) i w 1995 (na koniu Senator) zdobył tytuł wicemistrza Polski w skokach przez przeszkody.
Na igrzyskach olimpijskich wystartował w indywidualnym konkursie WKKW, którego nie ukończył (został zdyskwalifikowany podczas próby terenowej). Polska drużyna (partnerami byli: Jacek Daniluk, Jacek Wierzchowiecki, Mirosław Szłapka) nie została sklasyfikowana (z uwagi na zdekompletowanie zespołu).